# 馬場璋造
馬場 璋造（ばば しょうぞう、1935年2月13日 - 2021年12月20日）は、日本の建築評論家、建築批評家、建築史家、編集者、建築ジャーナリスト。

## 来歴
1935年埼玉県川越市生まれ。1957年早稲田大学建築学科卒。1959年早稲田大学経済学科卒、新建築社入社。1972年新建築社取締役編集長。1989年から「高松宮殿下記念世界文化賞」建築部門の選考委員を務めた。1990年建築情報システム研究所設立。1992年日本建築学会理事。1995年日本文化デザイン会議福岡議長。2002年日本建築学会賞業績賞受賞。
コンペのプロフェッショナル・アドバイザー、さいたまスキップ・シティ技術提案競技審査委員長、中国仏山市スポーツセンター国際指名設計競技審査員、ブリーゼタワー国際指名設計競技審査員等を歴任。川越市景観賞選考委員長。
2021年12月20日、老衰のため死去した。

## 著書
- 「生残る建築家像」
- 「日本建築界の明日へ」